# AT2018cow
AT2018cow (ATLAS18qqn, SN 2018cow, «Корова») — крупная, быстро расширяющаяся астрономическая вспышка (транзиент) (на момент открытия m=14.739), расположение которой совпадает с галактикой CGCG 137—068 в созвездии Геркулеса. Обнаружена в 10:35:02 UTC 16 июня 2018 года телескопами системы ATLAS_1 в обсерватории Халеакала на Гавайях. Вспышку могла породить катаклизмическая переменная (CV), гамма-вспышка (GRB), гравитационная волна (GW), сверхновая (SN) или какой-то другой объект. По словам астронома Кейт Магуайр из Университета Квинс в Белфасте, по яркости и быстроте эта вспышка крайне необычна.
По состоянию на 22 июня 2018 года данное явление представляло большой интерес для астрономов всего мира; по крайней мере 18 крупных телескопов наблюдали вспышку, что является рекордом для явлений, сообщения о которых когда-либо поступали в The Astronomer’s Telegram. Также по состоянию на 22 июня 2018 года явление считалось сверхновой, получило название SN 2018cow и было отнесено к классу SN Ic-BL. Однако, по словам Магуайр, природа вспышки остаётся неизвестной, поскольку радиоактивный распад никеля, являющийся обычным механизмом во вспышках сверхновых, не даёт такой яркости.
25 июня 2018 года в The Astronomer’s Telegram появилось сообщение о быстром уменьшении яркости с 19 июня; в целом гладкий спектр согласуется с возможной природой вспышки в виде Ic-BL SNe или гамма-вспышки, но есть ряд отличий, вследствие чего природа вспышки остаётся невыясненной.
2 июля 2018 года астрономы, используя данные телескопа Fermi (LAT), сообщили, что в период с 19 июня по 26 июня 2018 года не было зарегистрировано крупных вспышек гамма-излучения с энергией более 100 МэВ. Далее, 3 июля 2018 года астрономы сообщили, что по данным детектора CZTI на борту космической обсерватории AstroSat не обнаружено жестких рентгеновских транзиентов в период с 13 июня по 16 июня 2018 года. Радиоизлучения, на частоте 5 ГГц с плотностью потока ~ 170 мкдж, были обнаружены с места AT2018cow 3-4 июля 2018 года компанией e-MERLIN. 10 июля 2018 года астрономы на основе последующих исследований с Северным оптическим телескопом (NUT) официально описали AT2018cow как SN 2018cow, сверхновую типа Ib.
Транзиент AT2018cow дал название группе однотипных вспышек, называемых «коровами» (англ. Cows).